# زوران اسلاویتسا
زوران اسلاویتسا (کرواتی: Zoran Slavica؛ زادهٔ ۲۸ مارس ۱۹۶۷) بازیکن سابق و مربی فوتبال اهل کرواسی است.
وی همچنین در تیم ملی فوتبال کرواسی بازی کرده‌است.